# Habitatge Jaume Illa
L'Habitatge Jaume Illa és una obra modernista de Vic (Osona) inclosa a l'Inventari del Patrimoni Arquitectònic de Catalunya.

## Descripció
Edifici civil. Casa entre mitgera. Consta de PB, dos pisos i golfes. coberta a dues vessants amb teula aràbiga. A la planta s'hi obre un petit portal i dues finestres apaïsades, el portal és emmarcat per lloses de pedra i presenta boniques decoracions de ferro forjat. Al 1er s'hi obren dos portals, emmarcats amb decoracions d'estuc com la resta d'obertures, que devien donar a un antic balcó del qual només se'n conserven dues mènsules de forja amb bonics calats, els dos balcons del 1er pis conserven les baranes de ferro i al 3r hi ha dues finestres. El ràfec de la teulada és decorat amb boniques rajoles de ceràmica vidriada de color blanc i blau, a l'extrem dret el voladís està malmès. També es veuen cates a la façana la qual cosa fa pensar en una possible restauració.
Aquest edifici ha estat enderrocat, actualment és un habitatge nou.

## Història
L'aspecte actual de l'edifici prové de la reforma feta el 1903 per mestre d'obres local Josep Illa, cal remarcar la composició de la façana i els elements de forja. Situat a l'antic camí itinerant que comunicava la ciutat amb el sector nord, va començar a créixer al S.XII, al XIII anà creixent com a raval. Al llarg dels segles s'hi van construir diversos edificis religiosos: l'edifici gòtic de Santa Clara nova i també els Carmelitans. Al S.XVII passà a formar part de l'eixampla barroca que al S.XVIII es va estendre pel barri de Santa Eulàlia i al S.XIX amb la construcció d'edificis a l'horta d'en Xandri fins al C/ DE Gurb.